# Société allemande d’études celtiques
La Société allemande d’études celtiques, ou DGKS, sigle de son nom allemand la Deutsche Gesellschaft für Keltische Studien, est un institut scientifique allemand, fondé en décembre 1936. 
Sa création est inspirée par l’Abwehr (services secrets de la Wehrmacht) et la SD (services secrets de la SS).
Elle compte parmi ses membres fondateurs :
- du côté politique :
  - Gerhard von Tevenar (de) ;
  - Hans-Otto Wagner ;
  - Werner Best, qui a aussi participé à la création de la Gestapo ;
- du côté scientifique :
  - Friedrich Mülhausen
  - Leo Weisgerber.

Elle travaille en collaboration avec l'Ahnenerbe (Institut culturel nazi spécialisé dans l’« héritage des ancêtres »). Elle procure une couverture culturelle à des activités de l’Abwehr, notamment de sabotage et d’encouragement à l’insurrection des minorités.
Divers travaux historiques (Alain Déniel) ne trouvent pas de liens financiers entre cet Institut et le nationalisme breton. Des travaux plus récents non plus, ainsi Kristian Hamon. Par contre, elle sert à établir des liens discrets entre l’Allemagne et des organisations culturelles bretonnes (Breiz Atao et des groupuscules politiques), ou d’autres minorités.
Les réseaux constitués durant les années 1930 sont repris dès le début de la guerre et deviennent des réseaux de collaboration : ainsi d’Olivier Mordrel ou François Debeauvais.